# Swiss Innovation Challenge
Die Swiss Innovation Challenge ist ein Innovationsförderprogramm mit integriertem Wettbewerb und umfasst ein spezifisches, kostenloses Ausbildungs- und Mentorship-Programm, persönlichen Coachings sowie den Zugang zum Swiss Innovation Challenge Netzwerk.

## Entstehung
Die Swiss Innovation Challenge wurde 2014 von der Wirtschaftskammer Baselland (WIKA), der Fachhochschule Nordwestschweiz (FHNW) und der Basellandschaftlichen Kantonalbank (BLKB) ins Leben gerufen.

## Teilnehmende
Die Swiss Innovation Challenge richtet sich an Unternehmen (KMU), StartUps und Personen, die in der Schweiz eine Innovation einführen und umsetzen möchten oder innerhalb der letzten Jahre einen innovativen Schritt unternommen haben. Es kann sich dabei um eine neue Geschäftsidee, Produktinnovation, Serviceinnovation, Organisationsinnovation, Managementinnovation oder Geschäftsmodellinnovation handeln.

## Programmablauf und Preisverleihung
Der Innovationswettbewerb dauert acht Monate und ist in drei Phasen unterteilt. Nach jeder Phase findet eine Selektions-Runde (Pitch) statt. Teilnehmende, welche die Finalrunde erreichen, haben die Chance auf Preisgelder im Wert von insgesamt CHF 60'000. Zusätzlich erhalten die Preisträger ein kurzes, professionelles Video über ihre Innovation/ihr Unternehmen. Zudem vergibt die Swiss Innovation Challenge zwei Sonderpreise: den «Sonderpreis Life Sciences» und den «Sonderpreis Bau». Die Preisverleihung, «Award Winning Ceremony» findet seit 2015 vor mehr als 3 000 Zuschauern am Tag der Wirtschaft in der St. Jakobshalle Basel statt.

## Programminhalt
Die kostenlosen Fördermassnahmen des Wettbewerbs umfassen:
- Persönliches Coaching durch Experten
- ein Mentorship Programm[7]
- Seminare zu unterschiedlichen primär betriebswirtschaftlichen Themen und
- Förderung der Auftrittskompetenz (Pitching-Anlässe und Video-Pitch).[8]

## Phasen
Die Swiss Innovation Challenge orientiert sich in ihrem Verlauf an den drei Phasen der Umsetzung eines Innovationsvorhabens:
- 1. Phase – Beschreibung der Innovation und des Geschäftsmodells
- 2. Phase – Umsetzung der Innovation in einen Businessplan
- 3. Phase – Implementierungsplan.

## Wirtschaftlicher Beitrag
In den ersten fünf Jahren der Durchführung haben aktive und ehemalige Teilnehmer hochgerechnet mehr als 1500 neue Stellen geschaffen.